# La Léchère
La Léchère község Franciaország Auvergne-Rhône-Alpes régiójában, Savoie megyében. 2019. január 1-jén Bonneval és Feissons-sur-Isère községgel egyesült. Az így létrejött új község átvette (megtartotta) a La Léchère nevet. A három korábbi község egyesülésekor az új község lélekszáma 2556 fő lett.
Lakosainak száma 2536 fő (2022. január 1.). La Léchère Cevins, Beaufort, Aime-la-Plagne, Grand-Aigueblanche, Les Avanchers-Valmorel, Saint François Longchamp, Épierre, Argentine, Montsapey és Rognaix községekkel határos.

## Közigazgatás
| Település része                    | volt INSEE-kód | Terület (km²) | Fő (2016) |
| ---------------------------------- | -------------- | ------------- | --------- |
| Bonneval                           | 73046          | 019,58        | 108       |
| Feissons-sur-Isère                 | 73112          | 012,10        | 570       |
| Notre-Dame-de-Briançon (székhely)0 | 73187          | 102,86        | 463       |
| Celliers                           | 73060          | 102,86        | 039       |
| Doucy                              | 73102          | 102,86        | 369       |
| Nâves                              | 73185          | 102,86        | 108       |
| Petit-Cœur                         | 73199          | 102,86        | 561       |
| Pussy                              | 73209          | 102,86        | 325       |

## Népesség
A település népességének változása:
| Lakosok száma | 2586 | 2634 | 2635 | 2601 | 2569 | 2536 |
|               | 2017 | 2018 | 2019 | 2020 | 2021 | 2022 |